# Rudolf Gelpke (Ingenieur)
Rudolf Arnold Gelpke (* 5. Oktober 1873 in Basel; † 12. Januar 1940 in Waldenburg) war ein Schweizer Ingenieur, Schifffahrtspionier, Politiker und Publizist.

## Leben und Werk
Rudolf Gelpke war der jüngere Bruder von der Malerin und Dichterin Martha Wittwer-Gelpke. Gelpke besuchte das Gymnasium und die Obere Realschule in Basel.
Als Maschinist hatte er auf Kähnen und Schiffen den Rhein überall dort selbst befahren, wo zu seiner Zeit der Strom schon schiffbar war. Von 1892 bis 1896 studierte er am Eidgenössischen Polytechnikum in Zürich (unter anderem bei Conradin Zschokke) und schloss 1896 als diplomierter Zivilingenieur ab. Er arbeitete als Tiefbauingenieur bei Stollenbauten und in der Schifffahrt im In- und Ausland. Die Schriften des Tessiner Ingenieurs Giovanni Rusca waren für ihn prägend.
Am 2. Juni 1904 führte er den Schleppdampfer «Knipscheer IX» mit dem Schleppkahn «Christina» nach Basel, um zu beweisen, dass der Oberrhein schiffbar war. Er belieferte das Gaswerk St. Johann mit Kohle. In Zusammenarbeit mit dem Verein für die Schiffahrt auf dem Oberrhein war er eine treibende Kraft beim Bau der Rheinhäfen St. Johann (1906–1911) und Kleinhüningen (bis 1922).
Er setzte sich zeitlebens für die Schifffahrt ein und initiierte auch die Gründung der Basler Personenschifffahrts-Gesellschaft, die 1924 durch den vorgenannten Verein getätigt wurde. Die Genossenschaft hielt dem Konkurrenzkampf mit der Basler Rheinschifffahrts-Aktiengesellschaft nicht stand und musste nach vier Jahren liquidiert werden. 1968 kam es zur Neugründung der BPG als Aktiengesellschaft.
Als Mitglied der Bürgerlichen Fortschrittspartei bzw. ab 1919 der Bauern-, Gewerbe- und Bürgerpartei war Rudolf Gelpke auch politisch aktiv. Er war von 1908 bis 1912 Mitglied im Basler Grossen Rat, nach den Parlamentswahlen 1917 bis 1935 Nationalrat.

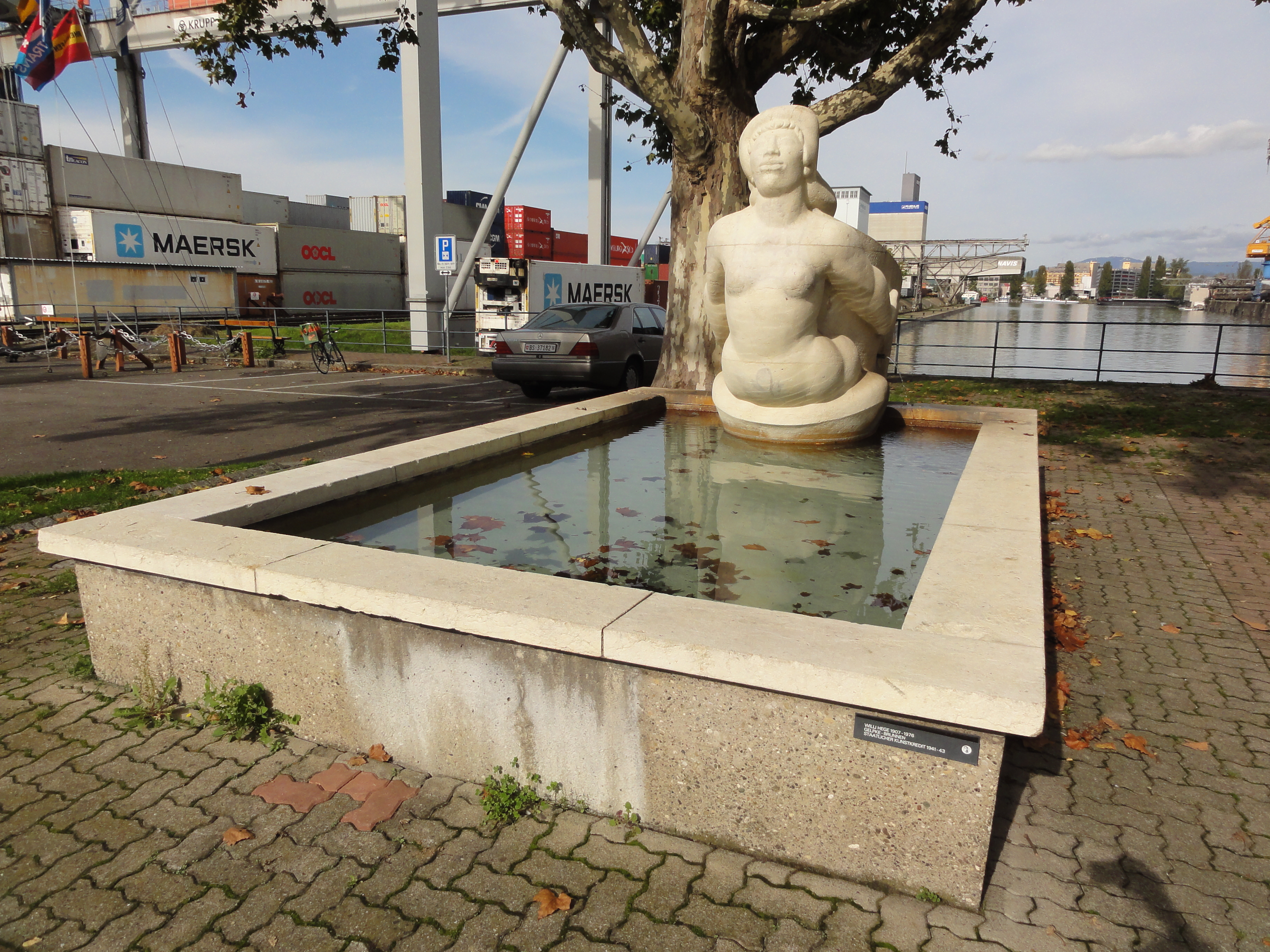
Willy Heges Gelpke-Brunnen von 1946

1920 wurde Gelpke mit einem Ehrendoktorat der Technischen Hochschule Karlsruhe ausgezeichnet. Der Gelpke-Brunnen beim Museum Verkehrsdrehscheibe Schweiz und unser Weg zum Meer wurde 1941–1943 von Willy Hege im Auftrag des Kunstkredit Basel-Stadt erstellt. Anlässlich des Abschlusses der internationalen Schiffahrtstagung wurde 1945 der Gelpke Brunnen im Rheinhafen Kleinhüningen enthüllt. Die Skulptur aus Stein zeigt eine Galionsfigur, wie sie einst auf den alten Segelyachten am Bug «voranstürmten». Sie ist absichtlich rheinaufwärts aufgestellt und soll zeigen, wie sie, stellvertretend für Gelpkes Willen, auch gegen den Strom kämpft. Der Brunnen soll an Gelpke erinnern, der ein grosser Förderer der Grossschifffahrt auf dem Oberrhein war. Die Brunnen-Inschrift lautet «Dem Pionier der Schweizerischen Rheinschiffahrt Rudolf Gelpke». Dank seinem ehrgeizigen Einsatz ist die Schifffahrt am Oberrhein nicht zu Gunsten der aufstrebenden Eisenbahn eingestellt worden. Er hat die Schweizerische Schifffahrtsvereinigung mitgegründet.
Gelpkes Sohn war der Islamwissenschaftler und Publizist Rudolf Gelpke. Ein weiterer Sohn war der Architekt und Städteplaner Wendel Gelpke (1932–2001). Sein Enkel ist der Meeresbiologe und Verleger Nikolaus Gelpke.

## Literatur

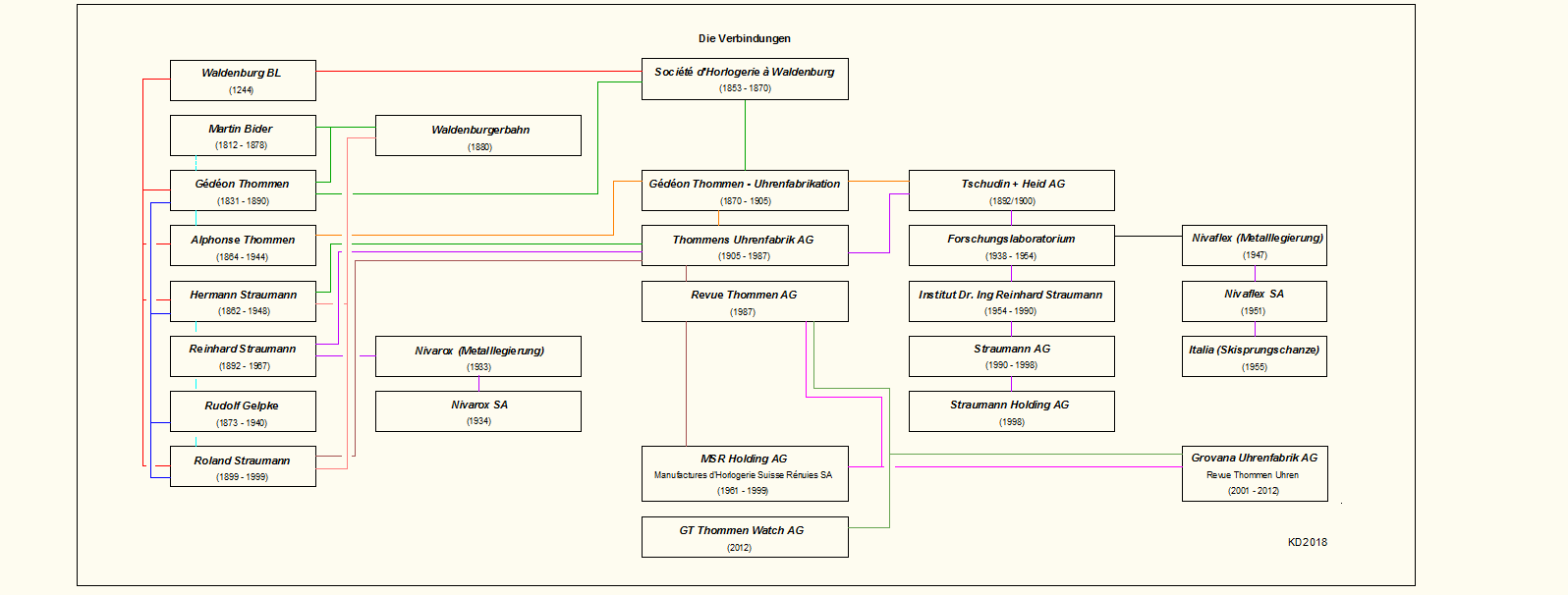
Die Verbindungen